# Barengo
Barengo (piemontesisch und lombardisch Barengh) ist eine Gemeinde mit 715 Einwohnern (Stand 31. Dezember 2023) in der italienischen Provinz Novara (NO) in der Region Piemont.
Die Nachbargemeinden sind Briona, Cavaglietto, Cavaglio d’Agogna, Fara Novarese, Momo und Vaprio d’Agogna.

## Geografie
Das Gemeindegebiet umfasst eine Fläche von rund 19 km².

## Söhne und Töchter der Stadt
- Giampiero Boniperti (1928–2021), Fußballspieler